# Naif (Dubai)
Naif è un quartiere residenziale di Dubai.

## Geografia fisica
Naif si trova nel settore orientale di Dubai nella zona di Deira. Si tratta di una località commerciale e residenziale; Considerando le località vicine, Naif è di dimensioni maggiori. Si tratta di una delle località più antiche.
Naif ha la seconda più alta densità di popolazione di tutte le comunità a Dubai (dopo Ayal Nasir).